# Isola di Fillmore
L'isola di Fillmore (Fillmore Island) è una delle isole dell'Arcipelago Alessandro, nell'Alaska sud-orientale, Stati Uniti d'America. Amministrativamente appartiene al Borough di Ketchikan Gateway e si trova all'interno della Tongass National Forest. È una delle isole più meridionali dell'arcipelago.

## Etimologia
L'isola fu tracciata nel 1793 da George Vancouver, che le navigò intorno e ne dimostrò la natura insulare. Il nome è stato dato in onore della guardiamarina John Hudson Fillmore (US Navy) ed è apparso per la prima volta in una pubblicazione del 1885 della U.S. Coast and Geodetic Survey (USC & GS).

## Geografia
Nell'isola l'altitudine massima è di 80 metri. Intorno all'isola sono presenti le seguenti masse d'acqua (da nord in senso orario):
- Canale di Edward (Edward Passage)[5] 54°51′00″N 130°30′42″W - Il canale si trova a nord-est e divide l'isola dal continente americano.
- Canale di Pearse (Pearse Canal)[6] 54°53′46″N 130°22′55″W - Il canale si trova a est e divide l'isola dall'isola della Columbia Britannica di Wales (Wales Island).
- Canale di Fillmore (Filmore Inlet) - Il canale limita l'isola a ovest,

Una sola baia è indicata sulle mappe e si trova lungo il canale di Pearse:
- Baia di Regina (Regina Cove)[7] 54°48′26″N 130°33′40″W - La baia è situata sulla costa est dell'isola.

Un solo promontorio è indicato sulle mappe e si trova a sud dell'isola:
- Promontorio di Male (Male Point)[8] 54°47′44″N 130°36′46″W - Il promontorio ha una elevazione di 42 metri e divide il canale di Pearse (Pearse Canal) dal canale di Fillmore (Filmore Inlet).

## Parchi e aree protette
L'isola è compresa nella parte più meridionale del Misty Fiords National Monument. Un Parco nazionale dell'Alaska situato a circa 64 km ad est di Ketchikan (Alaska).55°19′38.9″N 131°29′11.17″W